# 163255 Adrianhill
163255 Adrianhill è un asteroide della fascia principale. Scoperto nel 2002, presenta un'orbita caratterizzata da un semiasse maggiore pari a 2,4334732 au e da un'eccentricità di 0,1991799, inclinata di 2,09401° rispetto all'eclittica.